# Cecilie Uttrup Ludwig
Cecilie Uttrup Ludwig, née le 23 août 1995 à Frederiksberg, est une coureuse cycliste danoise. Souvent placée, rarement gagnante, elle fait partie grâce à sa régularité du top 10 mondial depuis 2020.

## Biographie
Elle pratique la natation durant sa jeunesse, puis commence le cyclisme vers l'âge de treize ans. En 2012, elle devient vice-championne du monde du contre-la-montre juniors à Fauquemont. 
Passée élite, elle obtient ses premiers résultats significatifs en 2016. Elle remporte en effet le championnat du Danemark du contre-la-montre ainsi que deux étapes et le classement général du Tour de Feminin - O cenu Ceskeho Svycarska . Elle déclare y avoir passé une étape. En septembre, elle participe aux championnats d'Europe à ses propres frais, la fédération danoise ne finançant pas le déplacement. Sur la course en ligne, elle décroche la médaille d'argent en catégorie espoirs. Elle y est victime d'un malaise après la ligne d'arrivée des suites de l'effort violent.

### 2017
À la Semana Ciclista Valenciana, à vingt kilomètres de l'arrivée lors de la deuxième étape, Cecilie Uttrup Ludwig  attaque puis est rejointe par Ann-Sophie Duyck. Les deux coureuses coopèrent. La Belge s'impose sur l'étape tandis que la Danoise s'empare du maillot de leader du classement général.
Sur l'Emakumeen Euskal Bira, sur la quatrième étape, lors de l'arrivée au sommet au Sanctuaire de San Migel d'Aralar, Cecilie Uttrup Ludwig se classe cinquième. La dernière étape se conclut par l'ascension de l'Alto de Jaizkibel. Elle y est sixième. Elle termine l'épreuve à la septième place du classement général et à la deuxième du classement de la meilleure jeune à dix-sept secondes de Nikola Nosková. La semaine suivante, elle est troisième de  La Classique Morbihan, tandis que sa coéquipière Ashleigh Moolman s'impose.
Lors des championnats nationaux, elle conserve son titre de championne du Danemark du contre-la-montre. Au Tour d'Italie, le profil montagneux de la huitième étape distance Floortje Mackaij. Cecilie Uttrup Ludwig endosse ainsi le maillot de meilleure jeune,,. Maillot qu'elle garde jusqu'à la fin de l'épreuve. 
Aux championnats d'Europe du contre-la-montre espoirs, elle prend la médaille d'argent. Au Contre-la-montre par équipes de l'Open de Suède Vårgårda, la formation Cervélo-Bigla se classe deuxième.
Au Tour de Toscane, elle est deuxième du prologue avant de se montrer d'une aide précieuse pour la victoire d'Ashleigh Moolman. Deuxième de la dernière étape, elle prend également la même place au classement général. Elle gagne logiquement le classement de la meilleure jeune.  Aux championnats du monde du contre-la-montre par équipes, Cervélo-Bigla prend la troisième place avec Cecilie Uttrup Ludwig dans ses rangs. Elle est ensuite dixième du contre-la-montre individuel. Sur la course en ligne, Cecilie Uttrup Ludwig suit les meilleures dans l'avant dernier tour sur la côte de Salmon Hill. La mauvaise coopération provoque néanmoins un regroupement général. 
Elle termine la saison à la première place du classement de la meilleure jeune de l'UCI World Tour avec une très large avance.

### 2018

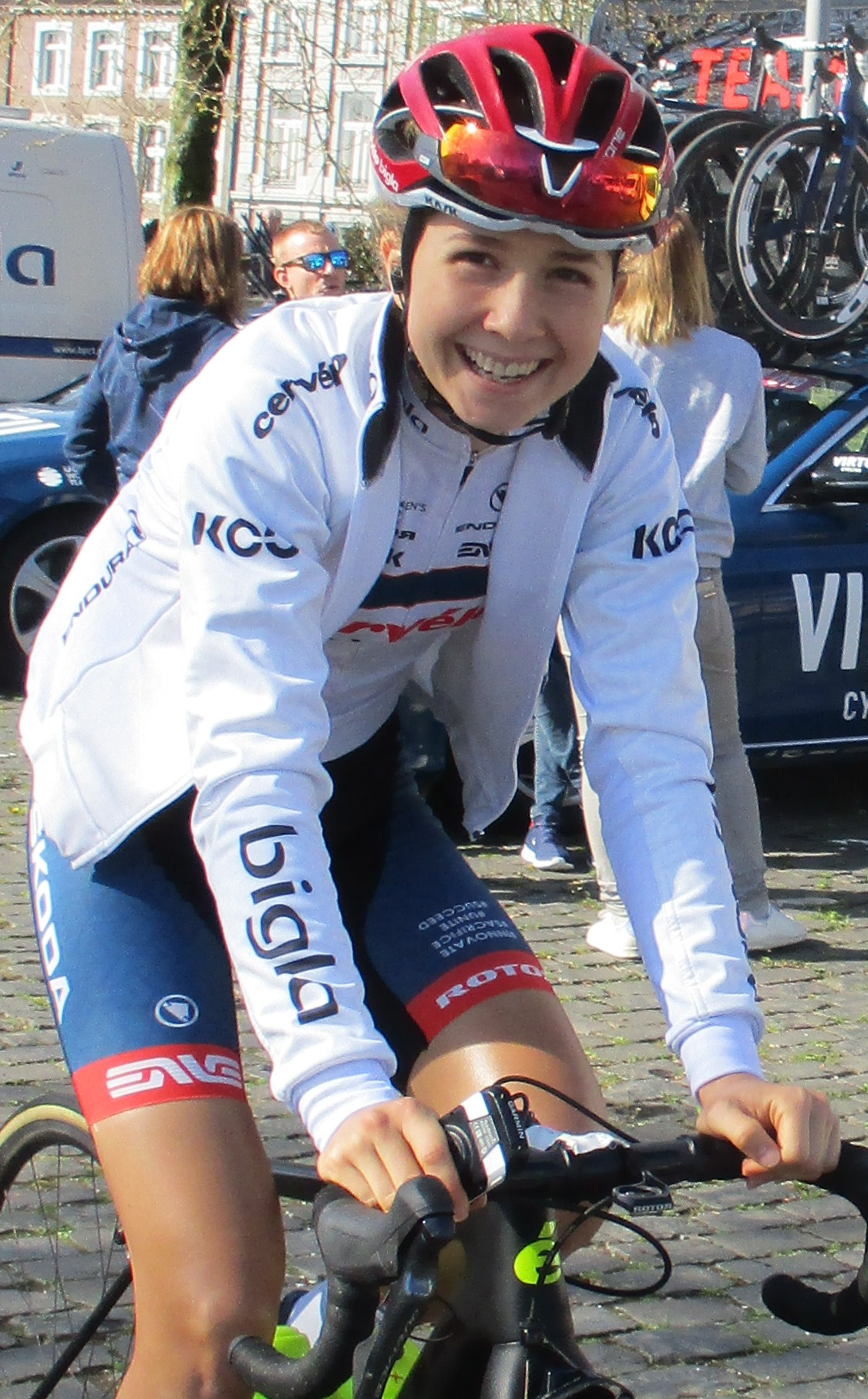
À l'Amstel Gold Race 2018

Au Tour d'Italie, la formation Cervélo Bigla est quatrième du contre-la-montre par équipes inaugural vingt-deux secondes derrière la Sunweb,. Lors de la première arrivée au sommet, Cecilie Uttrup Ludwig est dans le même temps que les favorites,. Sur le contre-la-montre, elle est huitième,. Sur l'étape du Zoncolan, Cecilie Uttrup Ludwig finit huitième de l'étape et remonte à la sixième place du classement général,. Sur la dernière étape, elle arrive avec les autres favorites. Cecilie Uttrup Ludwig est sixième de l'épreuve. 
À la course by Le Tour de France, à quatre kilomètres du col de Romme, Cecilie Uttrup Ludwig attaque. Elle revient sur la tête de course, puis passe le col en tête avec trente secondes d'avance sur le groupe des favorites. Son avance atteint une minute trente au kilomètre quatre-vingt-dix. Dans le col de la Colombière, Anna van der Breggen, Ashleigh Moolman et Annemiek van Vleuten font la jonction avec la Danoise. Ashleigh Moolman attaque alors, mais les autres ne la laissent pas partir. Les deux Néerlandaises accélèrent ensuite et distancent Ashleigh Moolman. Elle se classe troisième et Cecilie Uttrup Ludwig quatrième.
Elle attaque également lors de l'Open de Suède Vårgårda, du Grand Prix de Plouay et des championnats du monde mais ne récolte pas le fruit de ses efforts. Au Tour d'Émilie, tout se joue dans la côte finale. Cecilie Uttrup Ludwig attaque dans le dernier kilomètre avec Tatiana Guderzo. L'Italienne a néanmoins du mal à suivre la Danoise. Plus loin, elles sont doublées par Rasa Leleivyte et Arlenis Sierra. Cecilie Uttrup Ludwig est troisième.

### 2019

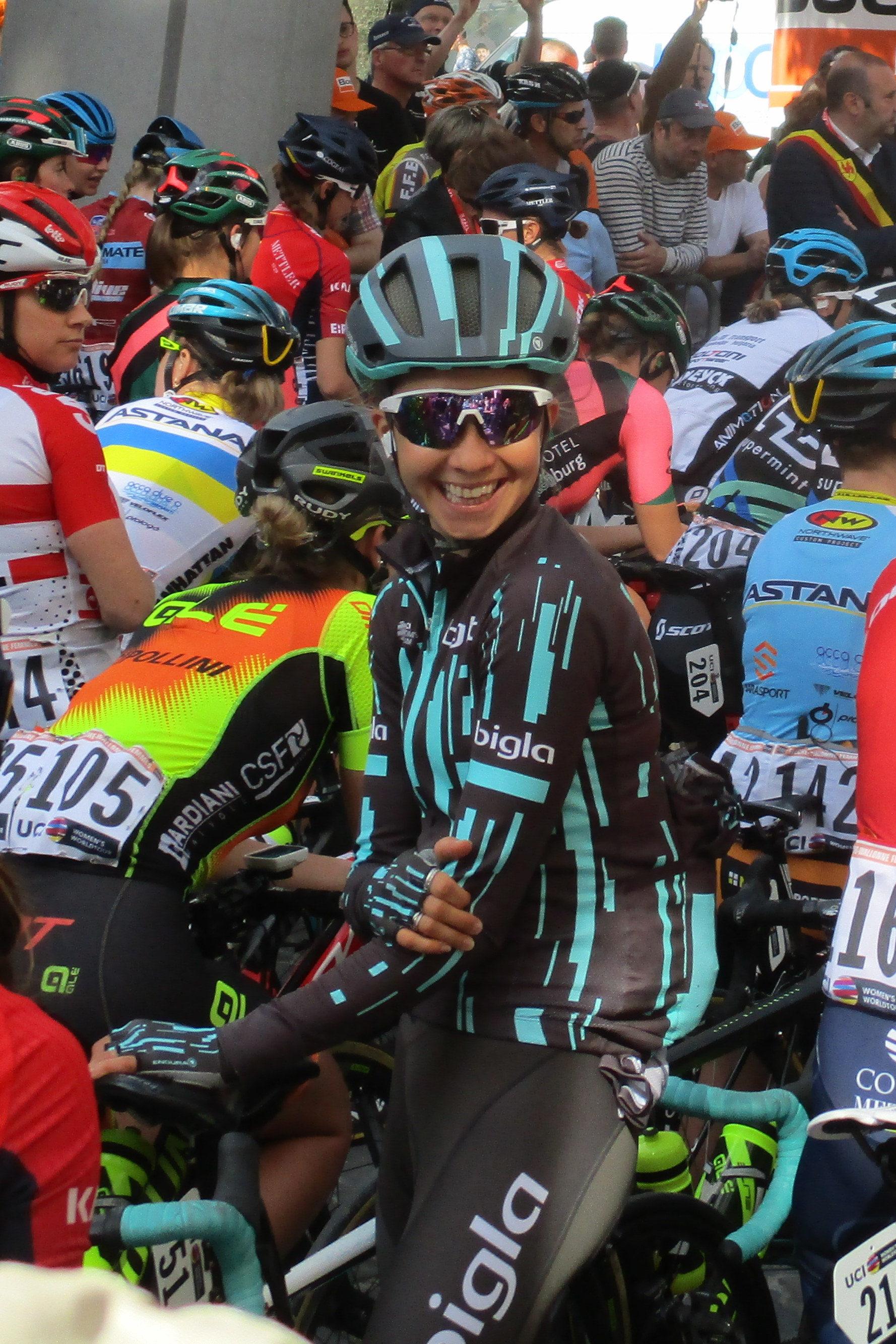
À la Flèche wallonne 2019

Elle est cinquième des Strade Bianche,, puis troisième du Trofeo Alfredo Binda-Comune di Cittiglio où elle a suivi l'attaque décisive de Katarzyna Niewiadoma. Au Tour des Flandres, dans le vieux Quaremont, elle est une des seules à pouvoir suivre l'accélération de Marta Bastianelli. Elle est finalement troisième. En juin, elle s'impose à Plumelec.
Au Tour d'Italie, Cecilie Uttrup Ludwig se classe troisième du sprint en côte de la troisième étape et pointe alors à la deuxième place du classement général. Sur l'étape reine, elle ne parvient pas à suivre les autres favorites et perd près de cinq minutes sur Annemiek van Vleuten. Elle finit le Giro à la quatorzième place. Ensuite, elle se classe troisième de La course by Le Tour de France 2019 après avoir fait une course active,.
Sur la course en ligne des championnats du monde, dans la côte de Lofthouse, Annemiek van Vleuten attaque. Derrière un groupe de poursuivant avec Cecilie Uttrup Ludwig se forme. À mi-course, les attaques d'Elizabeth Deignan et Chloe Dygert scindent ce groupe en deux. Cecilie Uttrup Ludwig est dans la mauvaise partie et est reprise par le peloton,.
En octobre 2019, elle est recrutée par l'équipe FDJ-Nouvelle Aquitaine-Futuroscope.

### 2020

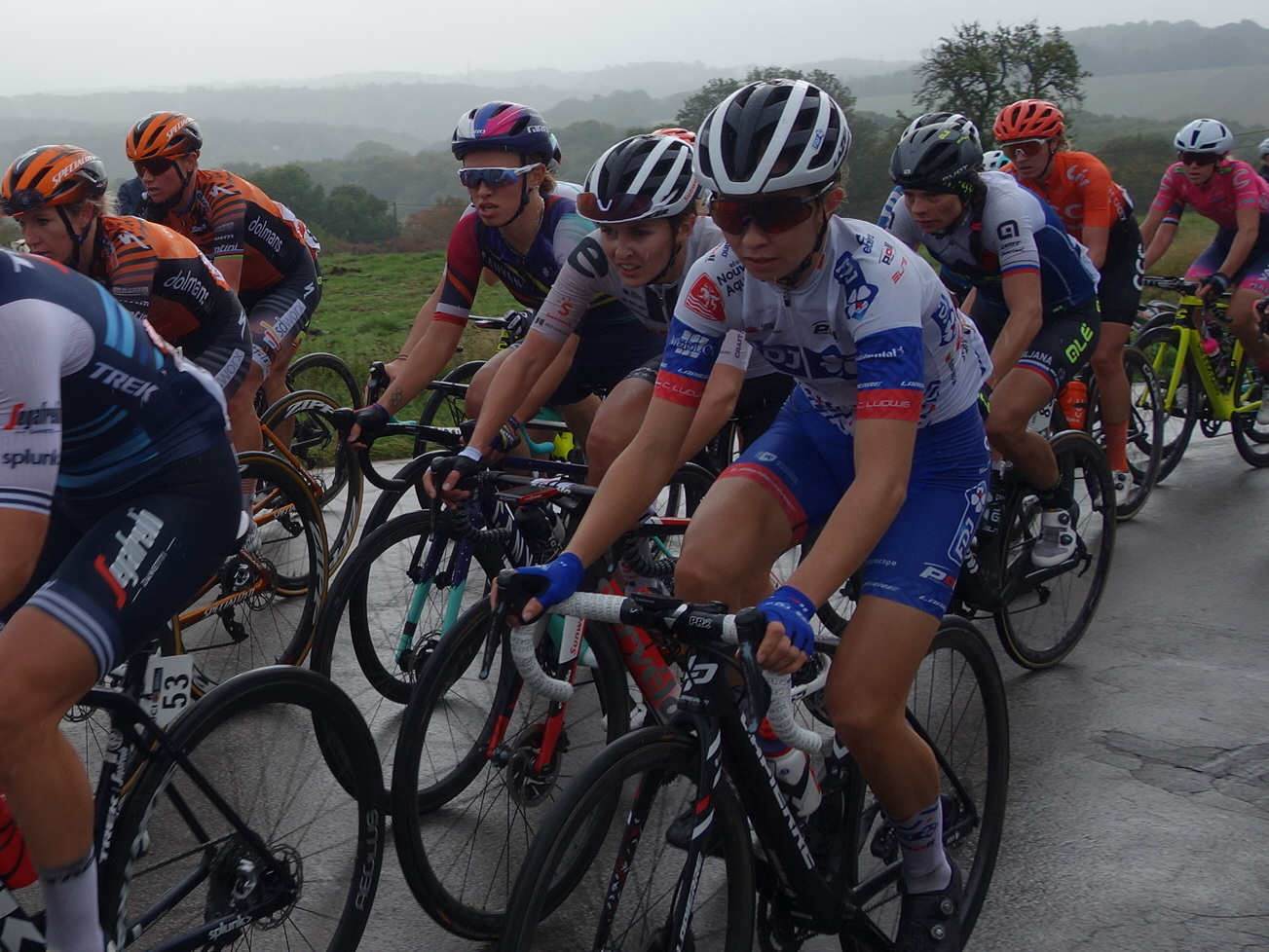
À la Flèche wallonne

Elle est septième des Strade Bianche. Elle remporte le Tour d'Émilie à la suite d'une belle attaque dans la montée finale vers le Sanctuaire Madonna di San Luca dont la difficulté est comparable ou supérieure au mur de Huy. Elle est active sur la course en ligne des championnats d'Europe et sur la course by Le Tour de France, mais n'est pas récompensée de ses efforts. 
Au Tour d'Italie, la formation FDJ-Nouvelle Aquitaine-Futuroscope termine seulement onzième du contre-la-montre par équipes et y perd une minute vingt face à la Trek-Segafredo. Le lendemain, sur une étape comportant des secteurs graviers, dans l'ascension décisive vers Seggiano, Annemiek van Vleuten accélère des le pied de la montée. Elle passe au sommet avec quarante secondes d'avance sur Anna van der Breggen et une minute sur Katarzyna Niewiadoma et Cecilie Uttrup Ludwig. Cette dernière finit quatrième de l'étape, presque dans le même temps que la deuxième Anna van der Breggen, mais concède une minute trente à Annemiek van Vleuten. La troisième étape se joue dans le montée finale. Cecilie Uttrup Ludwig est seulement devancée par Marianne Vos. Elle est septième de la quatrième étape et s'empare du maillot de la meilleure grimpeuse. Sur la huitième étape, dans la dernière ascension du jour, Elizabeth Deignan mène le peloton pour Elisa Longo Borghini. Elles sont suivies par les favorites incluant Cecilie Uttrup Ludwig. Elle est cinquième de l'étape à plus d'une minute d'Elisa Longo Borghini, qui la passe au classement général. Cecilie Uttrup Ludwig est quatrième du classement général et meilleure grimpeuse. Évita Muzic est dixième et deuxième du classement de la meilleure jeune.
Lors de la course en ligne des championnats du monde, à deux tours de l'arrivée, dans la côte Mazzolano, Anna van der Breggen imprime un rythme très élevé dans la montée ce qui disloque le peloton. Elle est seulement suivie par quelques favorites dont Cecilie Uttrup Ludwig. Passé le sommet, un peloton se reforme. Dans l'ascension suivante, la Cima Gallisterna, Annemiek van Vleuten se met en tête et accélère nettement mettant en difficulté la concurrence. Anna van der Breggen surenchérit alors avec un puissante attaque. Derrière, Annemiek van Vleuten, Elisa Longo Borghini et Cecilie Uttrup Ludwig forme un groupe de poursuite. Par la suite, le peloton les reprend. Dans la dernière ascension de la course, Cecilie Uttrup Ludwig attaque avec Elisa Longo Borghini. Elle est cependant distancée proche du sommet. Elle est huitième.
Sur la Flèche wallonne, après le premier passage du mur de Huy, Cecilie Uttrup Ludwig est victime d'un ennui mécanique et change de vélo. Elle effectue la poursuite seule. Dans la montée finale, Anna van der Breggen donne l'allure. Demi Vollering attaque, mais trop tôt, et est reprise. Seule Cecilie Uttrup Ludwig parvient à suivre van der Breggen, qui accélère dans les derniers mètres pour s'imposer. La Danoise est deuxième.

### 2021

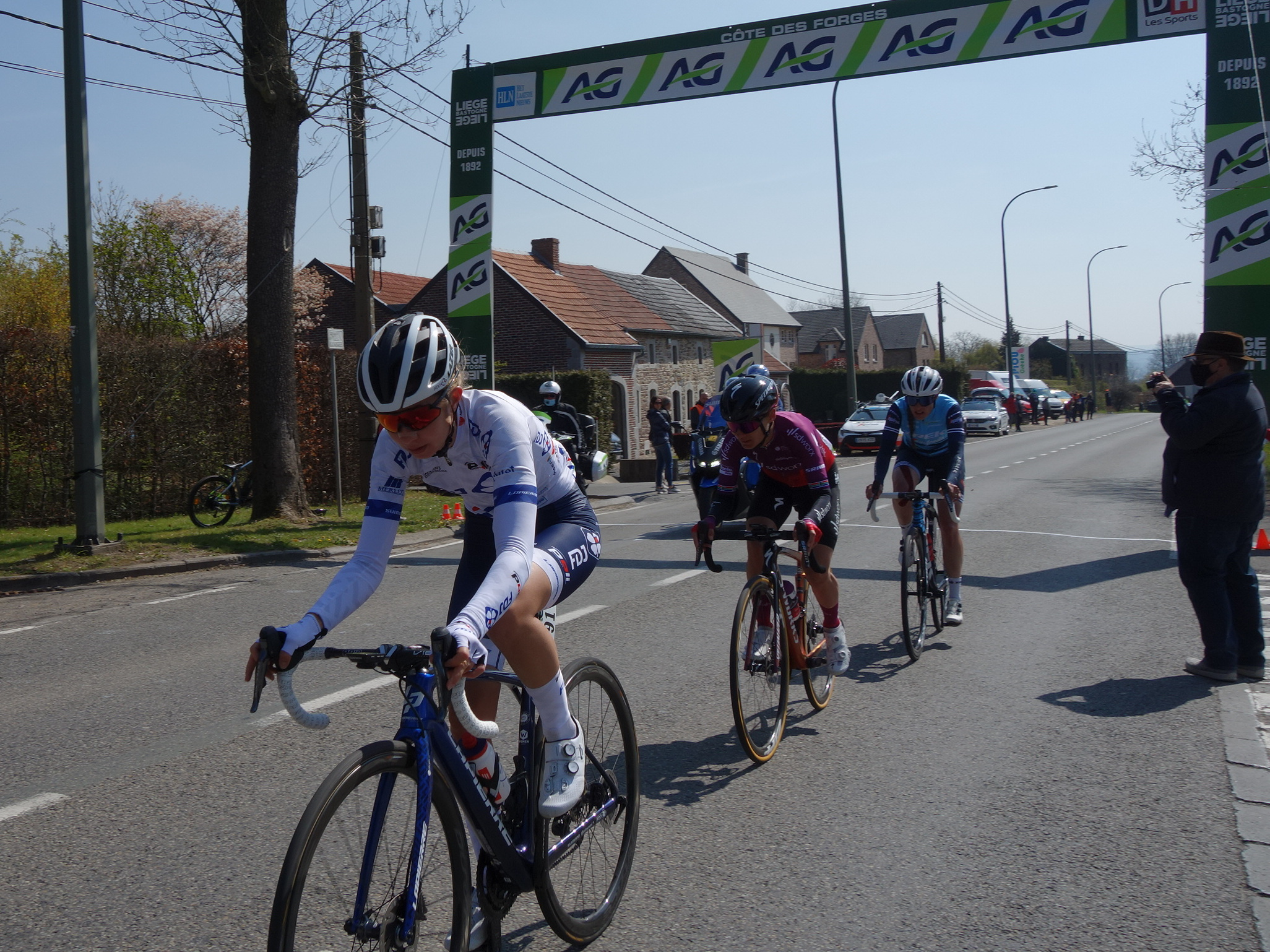
Échappée à Liège-Bastogne-Liège

Elle est quatrième des Strade Bianche. Au Trofeo Alfredo Binda-Comune di Cittiglio, elle suit l'attaque de Katarzyna Niewiadoma, mais ne peut en faire autant avec Elisa Longo Borghini. Elle est troisième. Elle se classe sixième du Tour des Flandres,. À Liège-Bastogne-Liège,  Ashleigh Moolman-Pasio accélère dans la côte de la Redoute. Elle est rejointe par Cecilie Uttrup Ludwig et Lucinda Brand. Le trio est repris avant la côte de la Roche aux Faucons. Uttrup Ludwig est huitième.
Au Tour de Burgos, sur la troisième étape, la victoire se joue dans la côte finale. Cecilie Uttrup Ludwig s'impose. Elle est sixième du classement général final. À La course by Le Tour de France, elle attaque à plusieurs reprises. Au sprint, elle est seulement devancée par Demi Vollering.
Elle est huitième du championnat du monde de cyclisme sur route.

### 2022

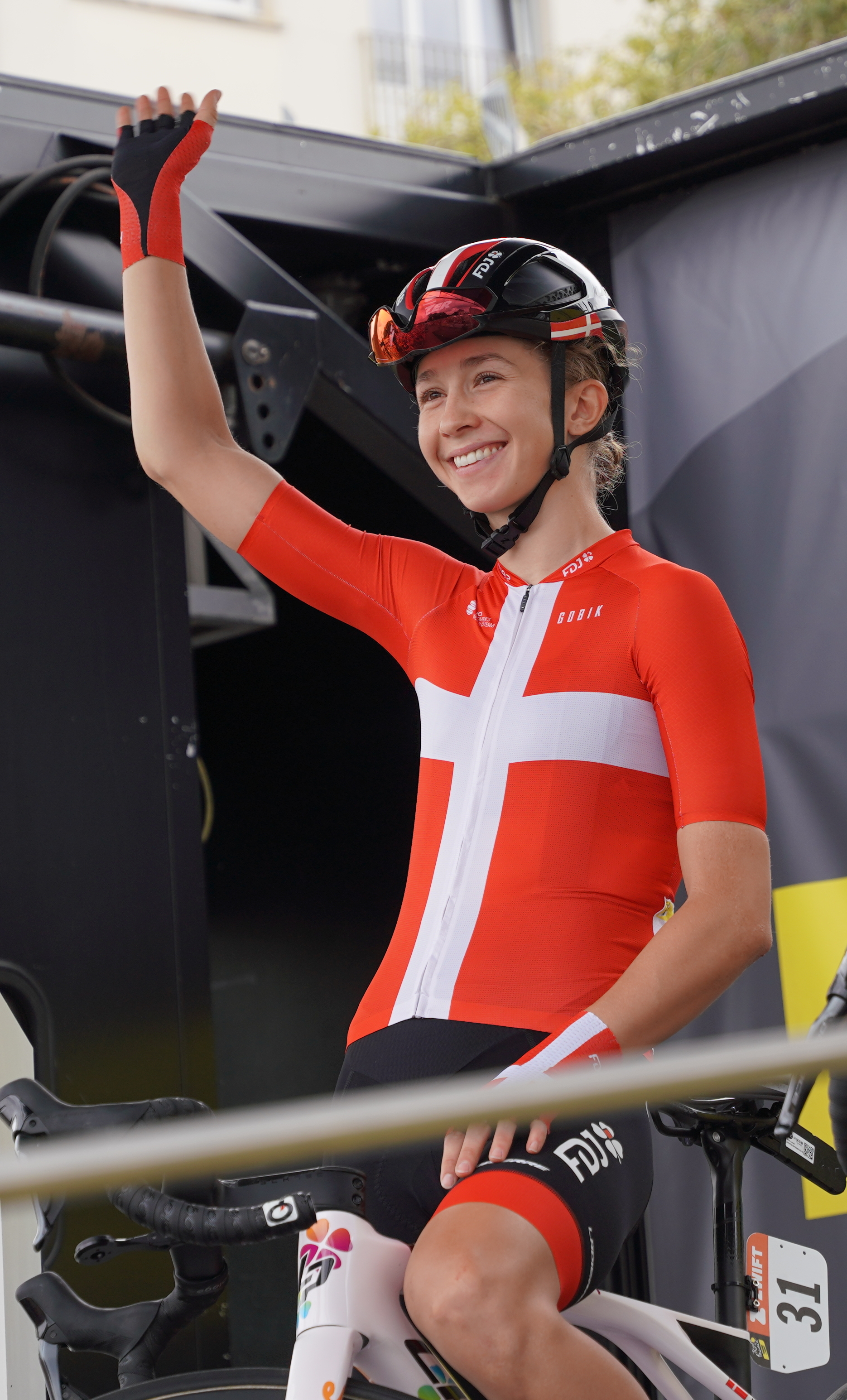
Au départ de la troisième étape du Tour de France.

Le début de l'année 2022 est positif pour la coureuse avec une 2e place et une 4e place respectivement au classement général et de la montagne lors de la Setmana Ciclista Valenciana. Elle enchaîne avec une 5e place lors des Strade Bianche Donne. Lors du Tour de Burgos Feminin, elle sert pleinement la leader de son équipe Évita Muzic pour lui octroyer une 2e place au général et parvient à se caler à la 5e place dans le même classement.
Elle confirme son année en empochant le titre de championne nationale de la course en ligne pour la première de fois de sa carrière lors des Championnats nationaux du Danemark de cyclisme sur route face à ses rivales Emma Norsgaard Bjerg et Amalie Dideriksen. Sur le Giro Donne, elle se classe à la 6e place du classement général.
En juillet, lors de la 1re édition du Tour de France Femmes, elle remporte la 3e étape devant la leader du classement général Marianne Vos.
En août, lors de la 5e étape du Tour de Scandinavie, elle remporte l'étape et prend les commandes du classement général avant de remporter ce même classement général le jour d'après.

### 2023

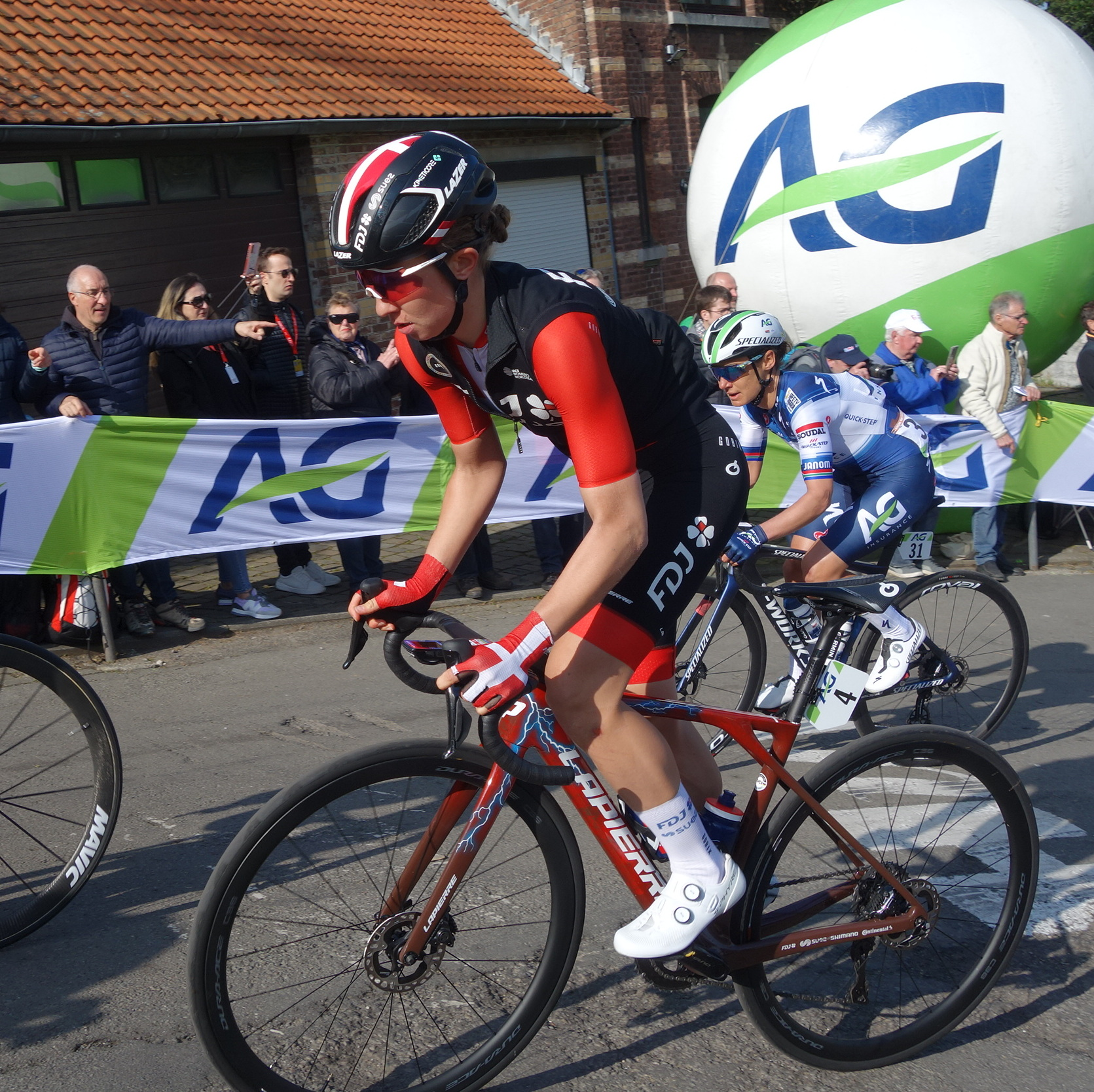
Dans le mur de Huy

Elle est troisième des Strade Bianche. Elle est sixième du Tour d'Italie après y avoir été régulière. Au Tour de France, Cecilie Uttrup Ludwig est huitième de la première étape, puis sixième le lendemain. Lors de l'étape du Tourmalet,  Cecilie Uttrup Ludwig est neuvième, mais loin des favorites. Elle est septième du classement général final.
Aux championnats du monde sur route, elle prend une échappée à mi-course qui est reprise. Elle fait partie du petit groupe de favorites dans le final. Elle passe à l'offensive aux sept kilomètres. Elle est suivie dans un second temps par Kopecky. Cette dernière profite d'une ascension pour distancer la Danoise. Elle n'est plus reprise. Uttrup Ludwig prend la médaille de bronze.
Au Tour de Scandinavie, Cecilie Uttrup Ludwig est troisième du sprint de la première étape derrière Lorena Wiebes et Elisa Balsamo. Le lendemain, dans le Norefjell, les favorites se disputent la victoire. Uttrup Ludwig s'y montre la plus rapide, comme l'an passé. Elle est de nouveau troisième du sprint sur la troisième étape. Dans le contre-la-montre, elle concède cinquante-deux secondes et perd la tête du classement général au profit d'Annemiek van Vleuten pour dix-sept secondes. Dans le dernier kilomètre, Cecilie Uttrup Ludwig sort et n'est plus reprise. Elle a cinq secondes d'avance sur le peloton, avec la bonification, elle reprend quinze secondes au classement général. Cependant, cela ne suffit pas et Annemiek van Vleuten remporte la course.
En septembre, elle s'impose à Bologne en haut du sanctuaire di San Luca durant le Tour d'Émilie.

### 2024
A l'issue d'une saison 2024 sans résultat marquant, elle quitte la FDJ-Suez pour rejoindre la Canyon-SRAM Racing.

## Palmarès sur route

### Palmarès par années
- 2012
  -  Médaillée d'argent du championnat du monde du contre-la-montre juniors
  - 8e du championnat du monde juniors sur route
- 2016
  -  Championne du Danemark du contre-la-montre
  - Tour de Feminin - O cenu Ceskeho Svycarska :
    - Classement général
    - 1re et 5e étapes

  -  Médaillée d'argent du championnat d'Europe sur route espoirs
  - 6e du championnat d'Europe du contre-la-montre espoirs
  - 9e du championnat d'Europe sur route
- 2017
  -  Championne du Danemark du contre-la-montre
  -   Meilleure jeune de l'UCI World Tour
  - Semana Ciclista Valenciana
  -  Médaillée d'argent du championnat d'Europe du contre-la-montre espoirs
  - 2e du contre-la-montre par équipes de l'Open de Suède Vårgårda
  - 2e du Tour de Toscane féminin-Mémorial Michela Fanini
  -  Médaillée de bronze au championnat du monde du contre-la-montre par équipes
  - 3e du Trofeo Alfredo Binda-Comune di Cittiglio
  - 3e de La Classique Morbihan
  - 8e du The Women's Tour
  - 9e des Strade Bianche
  - 10e du championnat du monde du contre-la-montre
  - 10e de Liège-Bastogne-Liège
- 2018
  -  Championne du Danemark du contre-la-montre
  - 3e du Tour d'Émilie
  - 3e du contre-la-montre par équipes de l'Open de Suède Vårgårda
  - 3e du contre-la-montre par équipes du Tour de Norvège

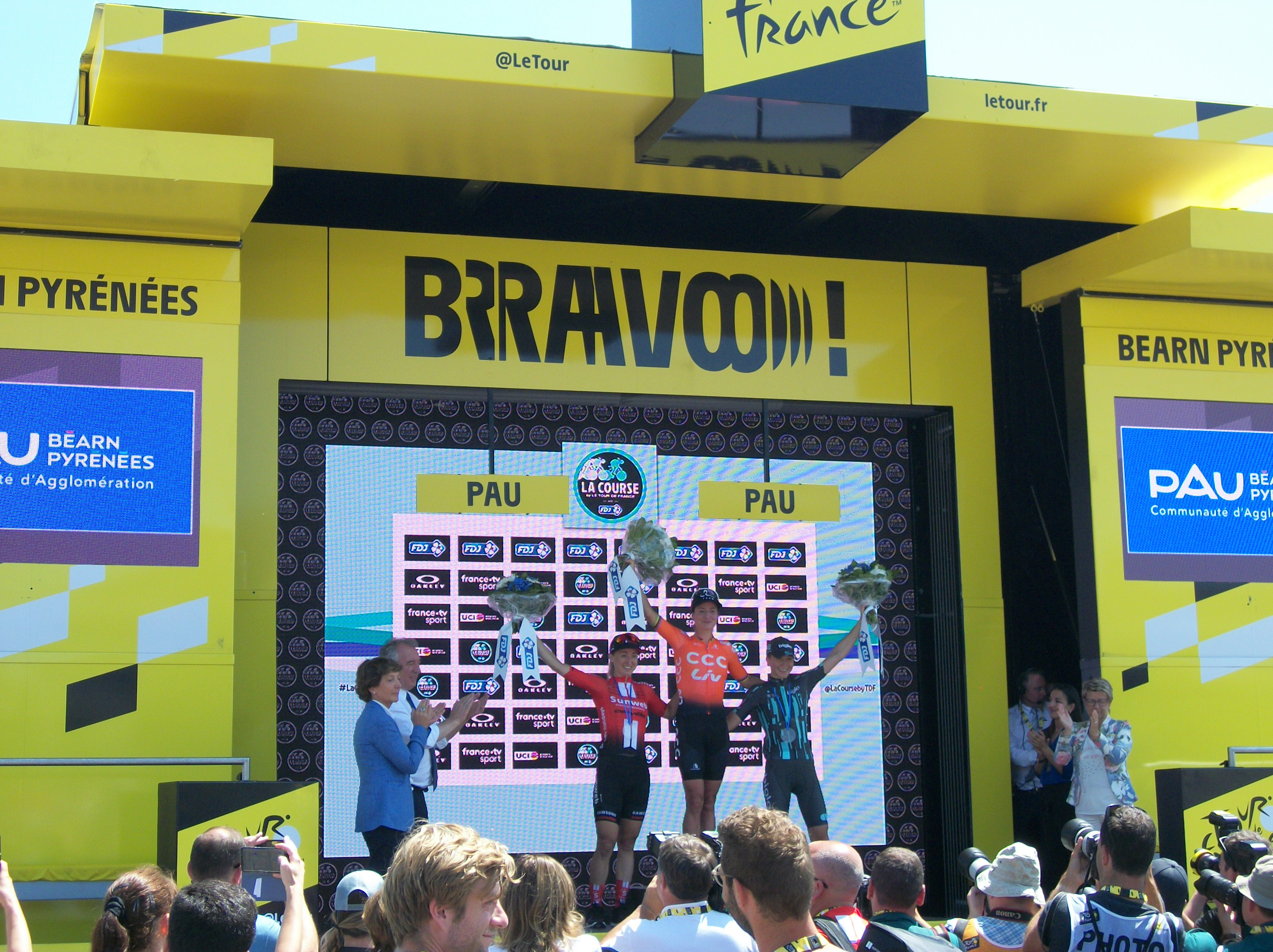
Podium de La course by Le Tour de France 2019 à Pau : 1re : Marianne Vos, 2e : Leah Kirchmann, 3e Cecilie Uttrup Ludwig

  - 4e de La course by Le Tour de France
  - 6e du Tour d'Italie
  - 7e du Trofeo Alfredo Binda
  - 10e des Strade Bianche
- 2019Podium de La course by Le Tour de France 2019 à Pau : 1re : Marianne Vos, 2e : Leah Kirchmann, 3e Cecilie Uttrup Ludwig
  - Grand Prix de Plumelec-Morbihan
  - 3e du Trofeo Alfredo Binda
  - 3e du Tour des Flandres
  - 3e de La course by Le Tour de France
  - 5e des Strade Bianche
  - 6e de l'Amstel Gold Race
  - 8e de la Flèche wallonne
  - 10e de Liège-Bastogne-Liège
- 2020
  - Tour d'Émilie
  - 2e de la Flèche wallonne
  - 3e du championnat du Danemark sur route
  - 4e du Tour d'Italie
  - 8e du championnat du monde sur route
- 2021
  - 3e étape du Tour de Burgos
  - 2e de La course by Le Tour de France
  - 3e du championnat du Danemark sur route
  - 3e du championnat du Danemark du contre-la-montre
  - 3e du Trofeo Alfredo Binda-Comune di Cittiglio
  - 3e de Durango-Durango Emakumeen Saria
  - 5e des Strade Bianche
  - 5e du Tour de Norvège
  - 6e du Tour de Burgos
  - 7e de l'Amstel Gold Race
  - 8e du championnat du monde sur route
  - 8e de la Flèche wallonne
  - 8e de Liège-Bastogne-Liège
  - 10e de la course en ligne des Jeux olympiques
- 2022
  -  Championne du Danemark sur route
  - 3e étape du Tour de France
  - Tour de Scandinavie :
    - Classement général
    - 5e étape

  - 2e de la Setmana Ciclista Valenciana
  - 3e de la Durango-Durango Emakumeen Saria
  - 5e du championnat du monde sur route
  - 5e des Strade Bianche
  - 5e du Tour de Burgos
  - 5e du Ceratizit Challenge by La Vuelta
  - 6e du Tour des Flandres
  - 6e du Tour d'Italie
  - 7e du Tour de France
  - 9e du Trofeo Alfredo Binda-Comune di Cittiglio
- 2023
  - 2e et 5e étapes du Tour de Scandinavie
  - Tour d'Émilie
  - 2e du championnat du Danemark du contre-la-montre
  - 2e du Tour de Scandinavie
  - 2e des Trois vallées varésines
  -  Médaillée de bronze du championnat du monde sur route
  - 3e des Strade Bianche
  - 6e du Tour d'Italie
  - 7e du Tour de France
  - 10e de l'Amstel Gold Race
- 2024
  - 2e étape du Women's Tour Down Under
  - 3e de la Deakin University Elite Women’s Road Race
  - 8e du Tour d'Italie
  - 9e du Women's Tour Down Under
- 2025
  - 6e du Tour de Grande-Bretagne

### Résultats sur les grands tours

#### Tour d'Italie
9 participations :
- 2017 : 16e et  vainqueure du classement de la meilleure jeune
- 2018 : 6e
- 2019 : 14e
- 2020 : 4e et  vainqueure du classement de la montagne
- 2021 : non partante (8e étape)
- 2022 : 6e
- 2023 : 6e
- 2024 : 8e
- 2025 : 17e

#### Tour de France
4 participations :
- 2022 : 7e, vainqueure de la 3e étape
- 2023 : 7e
- 2024 : 28e
- 2025 : 21e

### Classements mondiaux
| Année                                 | 2014 | 2015 | 2016 | 2017 | 2018 | 2019 | 2020 | 2021 | 2022 | 2023 | 2024 |
| ------------------------------------- | ---- | ---- | ---- | ---- | ---- | ---- | ---- | ---- | ---- | ---- | ---- |
| Classement UCI                        | 435e | nc   | 82e  | 19e  | 30e  | 22e  | 9e   | 9e   | 9e   | 7e   | 63e  |
| UCI World Tour                        |      |      | 127e | 26e  | 22e  | 12e  | 10e  | 5e   | 9e   | 13e  | 31e  |
|                                       |      |      |      |      |      |      |      |      |      |      |      |
| Légende : nc = non classéSource : UCI |      |      |      |      |      |      |      |      |      |      |      |

## Distinctions
- Cycliste danoise de l'année en 2022 et 2023